# وفيق رضا سعيد
وفيق رضا سعيد الأيتوني العتكي الأزدي  ولد في 21 ديسمبر 1939[بحاجة لمصدر] في دمشق، وهو رجل أعمال سعودي وملياردير له العديد من المشاريع والمؤسسات الخيرية. يقيم حالياً في موناكو وباريس. كوَّن ثورة تقدر بالمليارات بعد عمله في السعودية في نهاية السبعينات والثمانينات في شركة مقاولات. انتقل إلى أوروبا ولديه الآن شركات في أوروبا وأمريكا والشرق الأوسط. يشتهر سعيد بدوره كوسيط في صفقة الأسلحة بين المملكة العربية السعودية وبريطانيا، والمعروفة بـ«صفقة اليمامة»، وهي من أكبر صفقات شراء الأسلحة في بريطانيا. ونظراً لسوء السمعة التي تحيط بصفقات الأسلحة، عبّر سعيد في مجلة الاقتصادي عام 2009 أنه فخور جداً بالدور «البسيط» الذي لعبه في مساعدة رئيسة الوزراء تاتشر، وإتمام صفقة اليمامة التي أطلق عليها «صفقة القرن» بالنسبة لبريطانيا.[بحاجة لمصدر]
قام بالتبرع لإنشاء كلية سعيد لإدارة الإعمال في جامعة أكسفورد بتبرع ابتدائي بلغ 20 مليون جنيه استرليني، وقامت الجامعة بتسمية الكلية باسمه. في عام 2005 حصل على الدكتوراة الفخرية من جامعة دمشق تقديراً له ولعطائه ومؤسساته الخيرية التي يملكها في أوروبا والشرق الأوسط. تواجد وفيق سعيد في قائمة «الاقتصادي 100» التي تصدرها مجلة الاقتصادي لأبرز 100 مئة أعمال سوري في العامين 2009 و2010. حصل وفيق سعيد على الجنسية الكندية في التسعينيات.